# Herbert Ross
Herbert David Ross (ur. 13 maja 1927 w Brooklynie, zm. 9 października 2001 w Nowym Jorku) – amerykański reżyser i producent filmowy, nominowany w 1978 do Oscara za reżyserię filmu Punkt zwrotny (1977). Był także tancerzem i choreografem w American Ballet Theater.

## Filmografia
- 1969 – Do widzenia, panie Chips
- 1970 – Puchacz i kotka
- 1971 – T. R. Baskin
- 1972 – Zagraj to jeszcze raz, Sam
- 1973 – Ostatnie słowo Sheili
- 1975 – Zabawna dama
- 1975 – Promienni chłopcy
- 1976 – Obsesja Sherlocka Holmesa
- 1977 – Dziewczyna na pożegnanie[6]
- 1977 – Punkt zwrotny
- 1978 – Suita kalifornijska[7]
- 1980 – Niżyński
- 1981 – Grosz z nieba
- 1982 – Chcę być gwiazdą filmową
- 1983 – Powrót Maxa Dugana
- 1984 – Footloose
- 1984 – Protokół
- 1987 – Tajemnica mojego sukcesu
- 1989 – Stalowe magnolie
- 1990 – Moje błękitne niebo
- 1991 – Barwy prawdy
- 1993 – Blues tajniaków
- 1995 – Chłopaki na bok